# 요한 보타

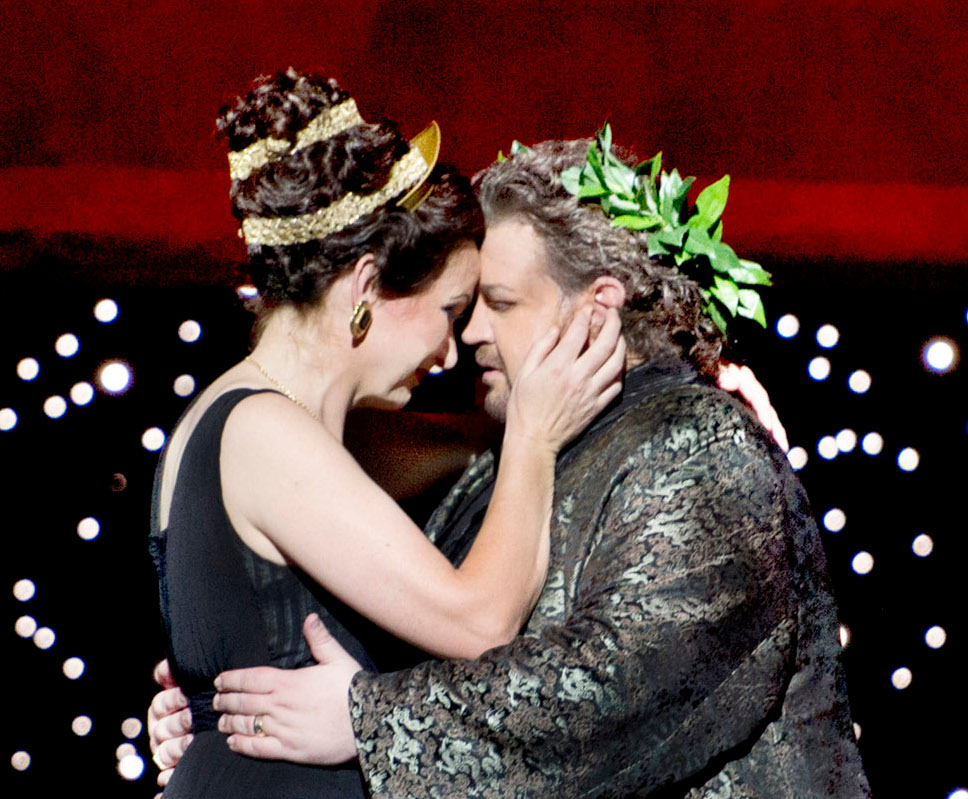

요한 보타(Johan Botha, 1965년 8월 19일 ~ 2016년 9월 8일)는 남아프리카 공화국의 테너 가수였다.

## 레코딩
- 안토닌 드보르작: 스타바트 마테르 (드보르자크) (2001)
- 샤를 케클랭: 정글북 (1994)
- 자코모 푸치니 익스피리언스 (1995)
- 구스타프 말러 교향곡 8번 (말러) (피에르 불레즈)